# Mastro-don Gesualdo
Mastro-don Gesualdo (oryg. wł. Mastro Don Gesualdo) – powieść Giovanniego Vergi z 1889. 

## Okoliczności powstania utworu
Mastro-don Gesualdo miał w początkowych założeniach autora stanowić drugą część cyklu powieściowego Zwyciężeni (wł. I vinti). Omawiając planowaną treść utworu, Verga podkreślał, że jej celem jest przedstawienie postaci mieszczanina owładniętego żądzą wzbogacenia się. Ostatecznie z zaplanowanego cyklu powstały tylko dwie pierwsze z pięciu planowanych powieści - obok Mastro-dona Gesualdo także Rodzina Malavogliów. Verga umieścił akcję utworu w doskonale znanym mu miasteczku Vizzini, w którym najprawdopodobniej sam przyszedł na świat. Gotowa powieść została po raz pierwszy opublikowana na łamach pisma Nuova Antologia w odcinkach. Wydanie książkowe ukazało się w Mediolanie w 1889. Na potrzeby tejże edycji autor wprowadził podział powieści na cztery części, zachowywany także w kolejnych wydaniach.

## Treść

### Część I
Akcja utworu rozgrywa się w Vizzini na Sycylii od ok. 1820 do ok. 1850. W na poły zrujnowanym pałacu podupadłego, niegdyś bogatego i wpływowego rodu Trao wybucha pożar. Ratowaniem budynku razem ze spontanicznie zgromadzoną ludnością zajmuje się sąsiad, Gesualdo Motta, plebejusz z pochodzenia, dawniej prosty rzemieślnik, który wzbogacił się własną pracą i oszczędnością. W ogólnym zamieszaniu jeden z ostatnich mieszkańców pałacu Trao, don Diego, zauważa, że z sypialni jego siostry Bianki wymyka się kuzyn, Nini Rubiera. Pragnąc zapobiec skandalowi, następnego dnia udaje się do jego matki, również zubożałej baronowej, by zaaranżować małżeństwo młodych. Ta jednak odmawia, gdyż Bianka nie ma praktycznie żadnego majątku - Trao są znakomitą szlachtą, jednak w rękach dziewczyny i jej braci Ferdinanda i Diega pozostały jedynie szczątki dawnego bogactwa. Za pośrednictwem kanonika Lupiego zaaranżowane zostaje inne małżeństwo - Bianki z Gesualdo Mottą. Bracia narzeczonej zgadzają się na ten związek z niechęcią, nie życząc sobie plebejusza wśród swoich powinowatych. Pan młody ma nadzieję, że związek pozwoli mu wejść do eleganckiego towarzystwa miasteczka, a także uzyskać protekcję miejscowej szlachty w czasie planowanej licytacji dzierżawy gminnych gruntów. Aby móc ożenić się z Bianką Trao, Gesualdo porzuca swoją dotychczasową kochankę, szczerze mu oddaną ubogą Diodatę, matkę jego dwóch synów. Na hucznym weselu, wbrew nadziejom bohatera, nie pojawia się większość rodziny panny młodej.

### Część II
Gesualdo Motta wygrywa licytację o prawo dzierżawy gruntów gminnych, chociaż miejscowa szlachta nie tylko go nie popiera, ale i stara się za wszelką cenę uniemożliwić mu to. W Vizzini wybuchają zamieszki, biedni spiskują przeciwko bogatym. Umiera stary Diego Trao - tylko jego siostra Bianka wyraża z tego powodu szczery żal; wstrząśnięta, przedwcześnie rodzi córkę Izabelę. Tymczasem do Vizzini przybywa wędrowna trupa aktorska z piękną primadonną Aglae. Nini Rubiera, zauroczony jej wdziękiem, zaciąga u Gesualda długi, wydając pieniądze na utrzymanie kobiety. Zrywa wcześniejsze zaręczyny z brzydką, ale zamożną panną Margarone. Matka młodzieńca bezskutecznie przekonuje go, by nie angażował się w kosztowny romans z aktorką, a po gwałtownej kłótni doznaje ataku paraliżu. 

### Część III
Gesualdo Motta oddaje dorastającą córkę na pensję dla szlachcianek w Palermo, pragnąc, by odebrała edukację zarezerwowaną dla panien z wyższych sfer. Dziewczyna wstydzi się pochodzenia swojego ojca, wszędzie posługuje się panieńskim nazwiskiem matki. Gdy w Palermo wybucha epidemia cholery, Izabela z niechęcią wraca do wiejskiej posiadłości rodziców. Poznaje tam ubogiego kuzyna Corrado La Gurnę i mimo zdecydowanego sprzeciwu ojca nawiązuje z nim potajemny romans. W tym samym czasie ofiarą zarazy pada ojciec Gesualda, Nunzio. Siostra bohatera, Speranza, domaga się przekazania sobie części majątku, którego brat dorobił się własną pracą; rozpoczyna w tym celu długotrwałe postępowanie sądowe. Dowiedziawszy się o romansie córki, Motta oddaje ją do przyklasztornego zakładu wychowawczego dla zamożnych panien, a gdy Izabela ucieka z niego przy pomocy matki Corrada La Gurny, aranżuje jej małżeństwo ze starszym od niej arystokratą, markizem di Leyra, nie chcąc, by zgromadzony przez niego majątek został zmarnowany w rękach nieodpowiedzialnego ukochanego córki. 

### Część IV
Wbrew nadziejom ojca, Izabela nie jest szczęśliwa w związku z markizem. W dodatku jej mąż nie potrafi gospodarować majątkiem, jaki uzyskał w jej posagu. Gesualdo Motta z rozpaczą obserwuje zapuszczenie i zniszczenie tej części swojego mienia, jakie przekazał córce. W dodatku jego żona zapada na gruźlicę i po wyczerpującej chorobie umiera. Od bohatera odwracają się znajomi, nie pomaga mu rodzina, jedynie Diodata nadal jest mu wierna i oddana. W czasie ludowych zamieszek Motta musi uciekać ze swojego domu przed tłumem rozjuszonych biedaków. Zapada na zdrowiu, odmawia jednak poddania się operacji nowotworu, gdy lekarze nie potrafią zapewnić mu jej przeżycia. Przenosi się do domu swojej córki w Palermo, gdzie przeraża go marnotrawstwo służby, martwi kryzys w małżeństwie Izabeli. Przekonuje się, że młoda kobieta jest nieszczęśliwa; nie okazuje mu większych uczuć. Wyniszczony chorobą, bohater umiera, porzucony przez bliskich i wyszydzany przez służących markiza.  

## Cechy utworu

### Obraz sycylijskiego społeczeństwa
W powieści zawarty został obraz najważniejszych warstw społecznych Sycylii w I połowie XIX w. W osobach Diega i Ferdinanda Trao Verga ukazał podupadłą materialnie i moralnie starą szlachtę. Obaj bracia są dziwakami i samotnikami, przekonanych, że wyjdą z biedy, jeśli uda im się doprowadzić do końca proces z królem Hiszpanii, który wiele wieków wcześniej pożyczał pieniądze od ich przodka. Szlachta przekonana jest o własnej wyższości, żyje we własnym świecie, z pogardą odnosząc się do innych ludzi. Również markiz di Leyra prowadzi w swoim wystawnym pałacu bezczynne życie, otoczony przesadną liczbą służących. Całkowitym przeciwieństwem tego typu postaci jest główny bohater powieści. 
W mniejszym stopniu w utworze ukazani zostali chłopi i ubodzy mieszczanie. Verga nie opisuje tej grupy społecznej z sympatią i współczuciem typowym dla wcześniejszych dzieł (Nedda, opowiadania z cyklu Życie wśród pól i Nowele wieśniacze). Biedacy są w powieści nieokrzesaną masą, skupioną na walce o dobra materialne według tego samego mechanizmu, jaki motywuje do bogacenia się zamożniejszych mieszczan. Opisując ludowe zamieszki, Verga opisuje biedotę jako bezrozumny tłum, nieposiadający nie tylko programu politycznego, ale i nie działający w imię żadnych ideałów, a jedynie bezrefleksyjnie niszczący, a następnie oddający się pijaństwu i obżarstwu.

### Postać głównego bohatera
Gesualdo Motta jest najbardziej złożoną postacią literacką w dorobku pisarskim Vergi. Wywodzący się z gminu syn murarza, utrzymujący się za młodu z pracy fizycznej, dzięki własnej przedsiębiorczości, pracowitości i oszczędności staje się człowiekiem zamożnym, z wykwalifikowanego rzemieślnika (mastro) upodabniając się do szlachcica (don). Jego celem nie jest jednak bogacenie się samo w sobie. Bohater chciałby założyć rodzinę, a następnie dostatnio żyć razem z nią. Od początku pozostaje w konflikcie z ojcem, który zazdrości mu ekonomicznego sukcesu, jak również z zawistną i chciwą siostrą i bratem-alkoholikiem. Rozgoryczony brakiem wsparcia ze strony rodziny, nie zrywa z nią jednak - zawsze gotów jest wspierać krewnych materialnie. Szczerze kocha też ubogą sierotę Diodatę, potrafi być wspaniałomyślny, nigdy nie zmienia się w bezwzględnego człowieka interesu. 
Ambicje bohatera nie mogą zostać zrealizowane z powodu wrogiej postawy, jaką stale przejawia wobec niego stara sycylijska szlachta. Szlachetnie urodzeni mieszkańcy Vizzini postrzegają go jako dorobkiewicza i intruza, akceptują jedynie z przymusu. Bianka Trao, zmuszona okolicznościami do ślubu z nim, nie potrafi go pokochać. Córka, której pragnął zapewnić szczęśliwe życie, pod wpływem środowiska młodych szlachcianek zaczyna wstydzić się gorzej urodzonego ojca. Również ludzie z gminu zazdroszczą mu powodzenia i odnoszą się do niego z niechęcią. Gdy osamotniony bohater umiera w pałacu markiza di Leyra, służący z zadowoleniem komentuje, że nie będzie musiał więcej obsługiwać człowieka, który nie urodził się nawet jako szlachcic.
Przyczyną klęski bohatera wydaje się być fakt, że zerwał on z własnym środowiskiem, wyrzekł się swojej warstwy społecznej i za wszelką cenę pragnął być uważany za równego szlachcie. Na drodze do tego celu porzucił jedyną szczerze oddaną mu osobę - Diodatę. Równocześnie jednak można wątpić, czy bohater osiągnąłby szczęście, gdyby - idąc za radami ojca - podjął inne decyzje (ożenił się z kochanką, zadowolił prowadzeniem niewielkiego przedsiębiorstwa). Tak samo byłby narażony na klęskę swoich projektów, ekonomiczną porażkę. W utworze widoczny jest głęboki pesymizm Vergi, zdaniem którego człowiek skazany jest na cierpienie niezależnie od podejmowanych działań. 

### Technika narracji
Sposób prowadzenia narracji w powieści znacząco różni się od zastosowanego we wcześniejszych utworach Vergi. Narrator utworu tylko w odosobnionych przypadkach posługuje się ludowym językiem i frazeologią, pisarz niemal całkowicie zrezygnował także ze scen zbiorowych i dialogów z udziałem wielu postaci (wyjątkami są scena pożaru i zamieszek). Verga w dalszym ciągu zachowuje jednak bezstronność narratora, który nie ocenia postaci ani nie przekazuje wprost informacji o ich cechach charakteru. Te ostatnie czytelnik ma poznawać poprzez śledzenie wypowiedzi i specyficzne zachowanie bohaterów.